# Saint-Vaast-en-Cambrésis
 Saint-Vaast-en-Cambrésis là một xã ở tỉnh Nord ở miền bắc nước Pháp. Xã này có diện tích 4,42 kilômét vuông, dân số năm 1999 là 867 người. Khu vực này có độ cao trung bình 89 mét trên mực nước biển.